# Amal vrouwentrainingscentrum en vereniging voor culinaire kunsten
Het Amal vrouwentrainingscentrum en vereniging voor culinaire kunsten (Arabisch: جمعية الامل لفنون الطبخ; Frans: Association Amal pour les Arts culinaires en faveur des femmes nécessiteuses) is een non-profitorganisatie in Marrakesh, Marokko, die kansarme vrouwen helpt werkervaring op te doen door hen te trainen in de bereiding van Marokkaans en internationaal eten. Het centrum werd in 2012 opgericht door Nora Belahcen Fitzgerald. Elk jaar volgen dertig à veertig vrouwen een opleiding van vier tot zes maanden, wat er vaak toe leidt dat ze werk vinden in een relevant vakgebied.

## Geschiedenis
Nora Belahcen Fitzgerald kwam in 2006 voor het eerst op het idee om een organisatie op te richten om kansarme vrouwen in Marokko te helpen door middel van loopbaantraining, nadat ze een alleenstaande moeder had ontmoet die op straat bedelde en van 20 à 30 dirhams per dag leefde (circa 2,70 euro in 2006). Belahcen Fitzgerald werd geïnspireerd door de Association Solidarité Féminine, die alleenstaande moeders helpt armoede en sociaal stigma te overwinnen door hen onderdak, advies en beroepsopleiding aan te bieden. Ze besloot vrouwen te gaan helpen door hen te leren hoe ze gerechten moesten bereiden in het talencentrum van haar familie. Dit bleek succesvol en de deelnemers konden met hun nieuwe vaardigheden meer geld verdienen dan met bedelen. In 2008 begon Belahcen Fitzgerald kansarme Marokkaanse vrouwen in dienst te nemen om te koken voor evenementen die ze voor haar vrienden organiseerde.
In 2012 vond Belahcen Fitzgerald een pand om te huren en registreerde de Association Amal pour les Arts culinaires en faveur des femmes nécessiteuses als een non-profitorganisatie. Begin 2013 haalde het centrum meer dan US$ 7300 op via crowdfunding op RocketHub, waarmee het doel van US$ 5000 flink overschreden werd. Het geld werd gebruikt om keukenapparatuur aan te schaffen en ervoor te zorgen dat de keuken in orde was volgens de wetgeving. Het restaurant werd in april 2013 geopend en in juli 2013 ontving het centrum een driejarige subsidie van de Drosos Foundation met als doel het programma in 2016 zelfvoorzienend te maken. De eerste groep cursisten begon in februari 2014 met de opleiding. Binnen de eerste maand dat het restaurant operationeel was, hadden verschillende klanten van het restaurant interesse getoond om toekomstige Amal-afgestudeerden aan te nemen om bij lokale hotels en restaurants te werken. Het centrum voltooide in 2014 een tweede crowdfundingronde op RocketHub, waarmee meer dan US$ 9600 werd opgehaald. In oktober 2015 ontving het centrum 25.000 euro van de Orange Foundation. Belahcen Fitzgerald verklaarde dat het prijzengeld zou worden gebruikt om vrouwen te helpen hun eigen micro-onderneming in de horeca te starten.

## Restaurant
Het menu van het restaurant verandert dagelijks en bevat zowel traditionele Marokkaanse gerechten als internationale gerechten. Het restaurant is dagelijks geopend voor lunch en voor diner op reservering voor groepen vanaf 20 personen. Voor de kinderen van het personeel en de klanten is er een speelkamer en kinderdagverblijf, bemand door een Amerikaanse kleuterjuf. Marokkaanse kooklessen voor het publiek zijn beschikbaar in het Arabisch, Engels en Frans.

## Cursisten
De cursisten van het centrum zijn over het algemeen gescheiden moeders, weduwen, wezen of voormalige dienstmeisjes tussen 18 en 35 jaar oud, die weinig of geen formele opleiding hebben genoten. Deelnemers worden geselecteerd via partnerschappen met andere non-profitorganisaties of door de maatschappelijk werker van het centrum, op basis van de criteria dat ze economisch benadeeld zijn en gemotiveerd zijn om te trainen om financiële onafhankelijkheid te bereiken. Ongeveer 15 à 20 vrouwen worden twee keer per jaar gekozen om een opleiding van vier tot zes maanden te volgen. Na hun afstuderen aan het opleidingscentrum krijgen ze ondersteuning bij het vinden van relevant werk. Sinds juni 2015 heeft 80% van de afgestudeerden van Amal een baan gevonden in een relevant vakgebied. In augustus 2018 waren er meer dan 200 vrouwen opgeleid bij de organisatie.

## Personeel en vrijwilligers
In maart 2018 had het centrum 25 voltijdse medewerkers, waaronder programmamedewerkers en culinaire docenten.
Sinds 2015 heeft het centrum 12 voltijdse vrijwilligers: een leraar Arabisch, twee leraren Engels, twee leraren Frans, een vertaler, een levenscoach, twee hygiëneleraren, een psycholoog en twee leraren die de stagiairs helpen bij het ontwikkelen van conflictoplossingen en communicatievaardigheden. Er zijn ook verschillende deeltijdse vrijwilligers die waar nodig in verschillende hoedanigheden helpen. Het centrum heeft ook een maatschappelijk werker in dienst met een doctoraat in de klinische psychologie.
Belahcen Fitzgerald is de voorzitter van de organisatie. De directeur is Moulay Hassan Aladloun.

## Programma
Deelnemers aan het programma krijgen een jobtraining, worden opgeleid in culinaire kunsten en volgen kunst- en handvaardigheidslessen. Ze krijgen twee maaltijden per dag, een vervoersvergoeding, coaching op het gebied van levensvaardigheden, individuele en groepstherapie en een bonus bij succesvolle afronding van het programma. Taallessen worden aangeboden in Arabische geletterdheid (omdat veel van de cursisten analfabeet zijn), Engels en Frans. In samenwerking met Search for Common Ground leidt het centrum de cursisten op over onderwerpen als levensplanning, empowerment, geweldloze communicatie en seksuele gezondheid. Medewerkers van het centrum helpen deelnemers bij het vinden van een baan bij externe bedrijven nadat ze zijn afgestudeerd.
Ongeveer 45% van de inkomsten van het opleidingscentrum komt uit de verkoop in het restaurant, 5% uit particuliere donaties en de resterende 50% uit de Drosos Foundation. Alle winst wordt geherinvesteerd in het trainingsprogramma.
Belahcen Fitzgerald heeft de wens uitgesproken om extra vrouwen op te leiden door een aparte cateringservice te openen die lunches voor schoolkinderen zou maken.

## Fotogalerij

Afbeeldingen
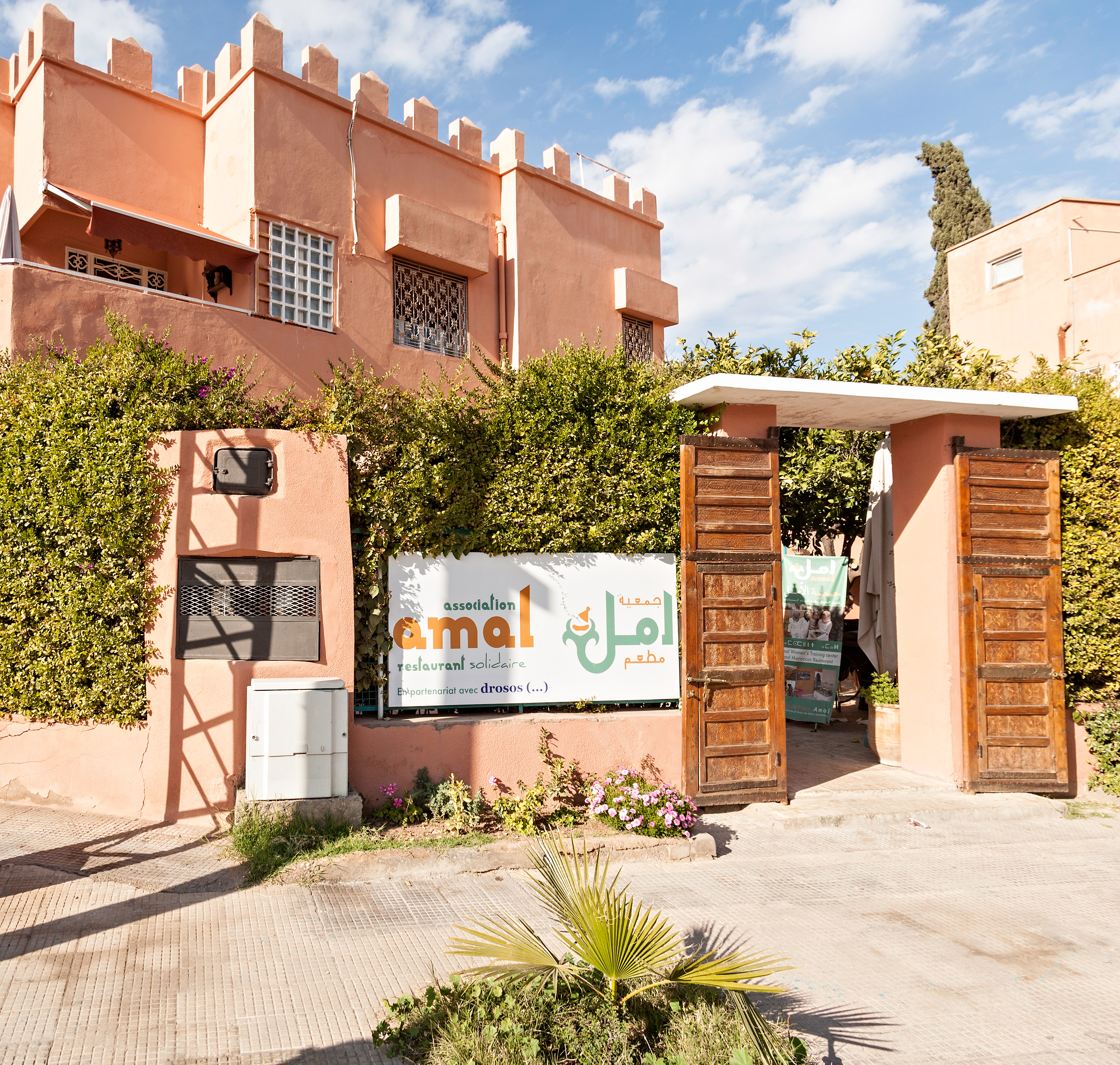
Hoofdingang van het centrum
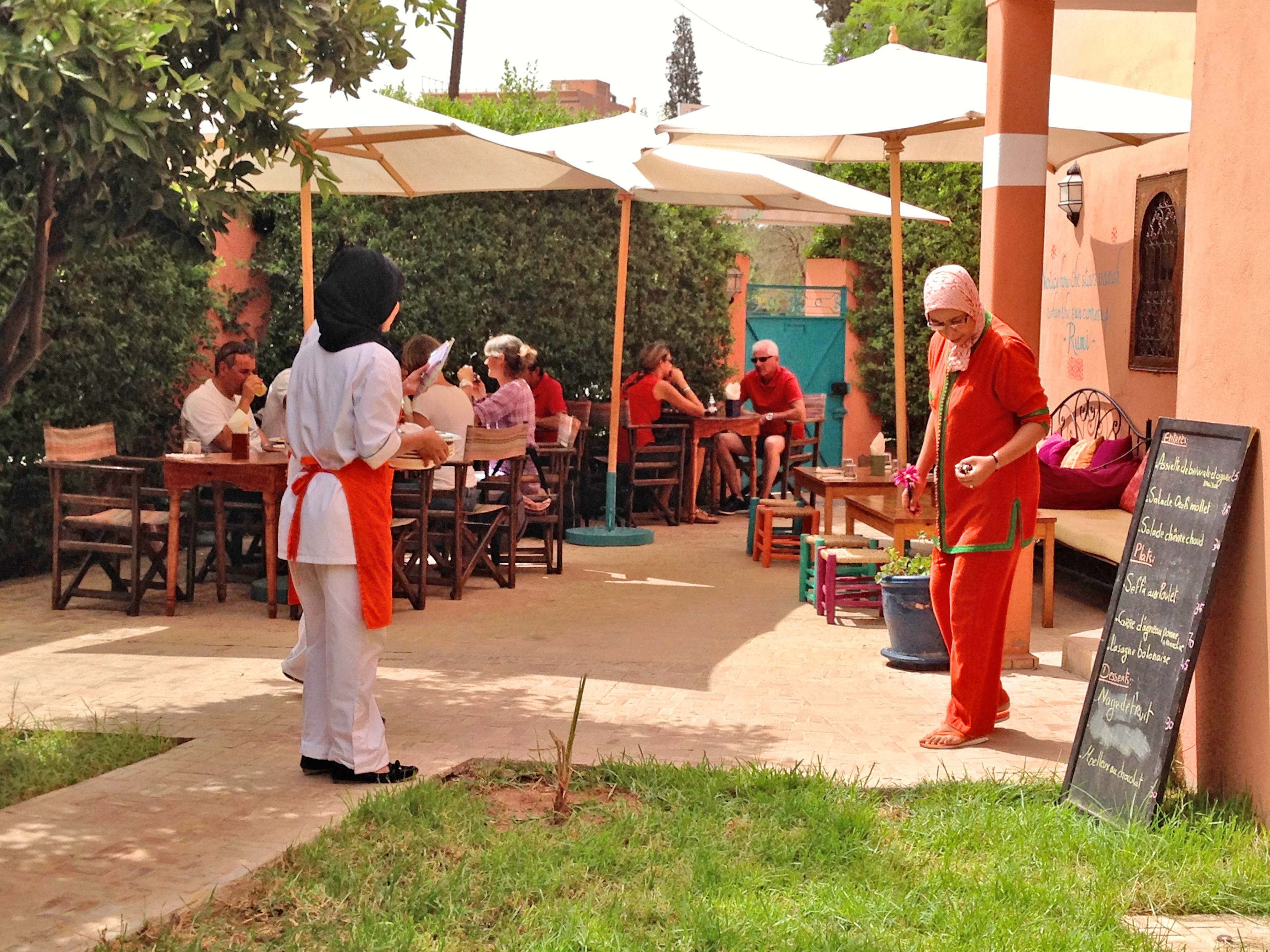
Het terras van het restaurant
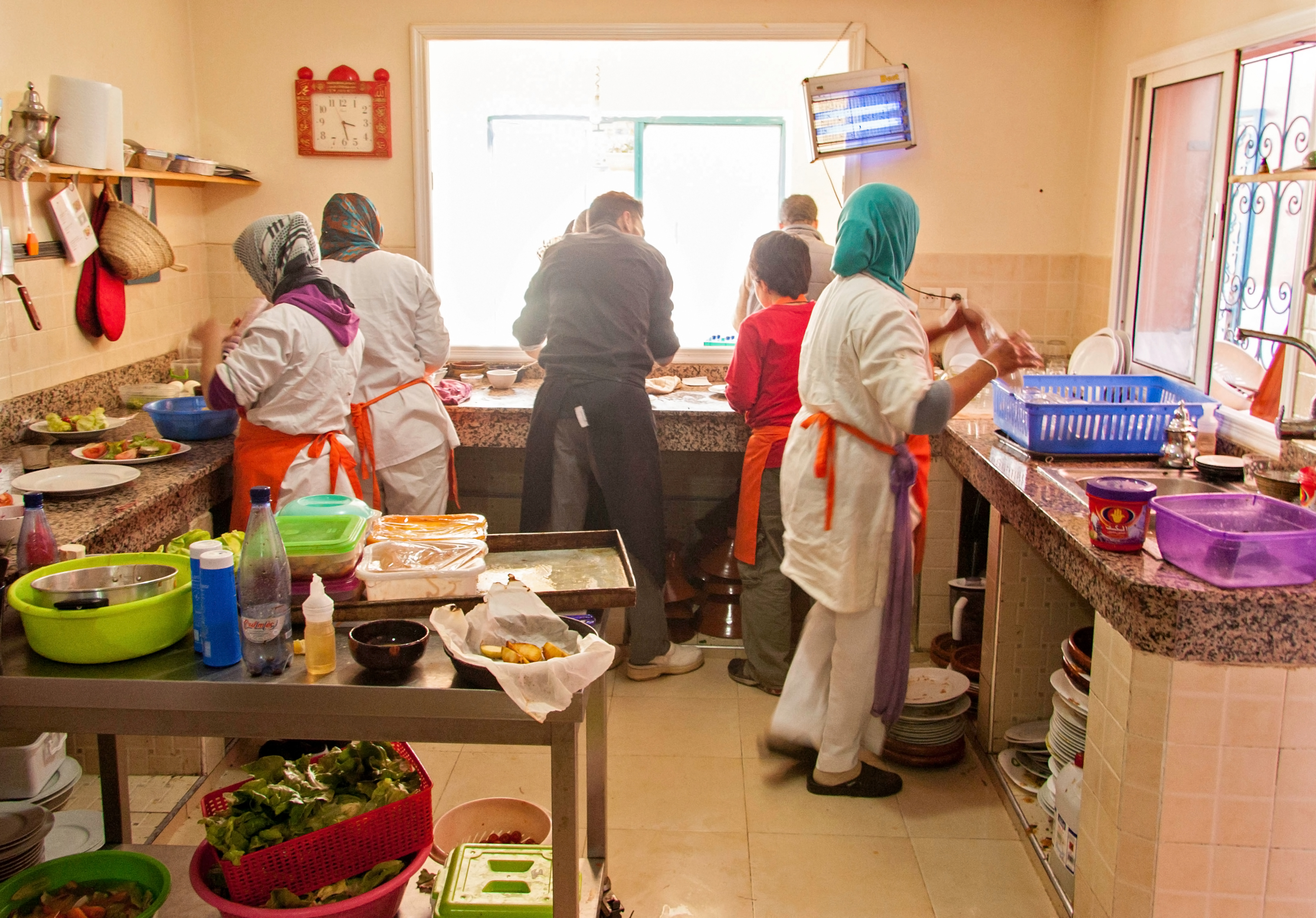
Cursisten en vrijwillers bereiden de lunch samen met de kookdocent
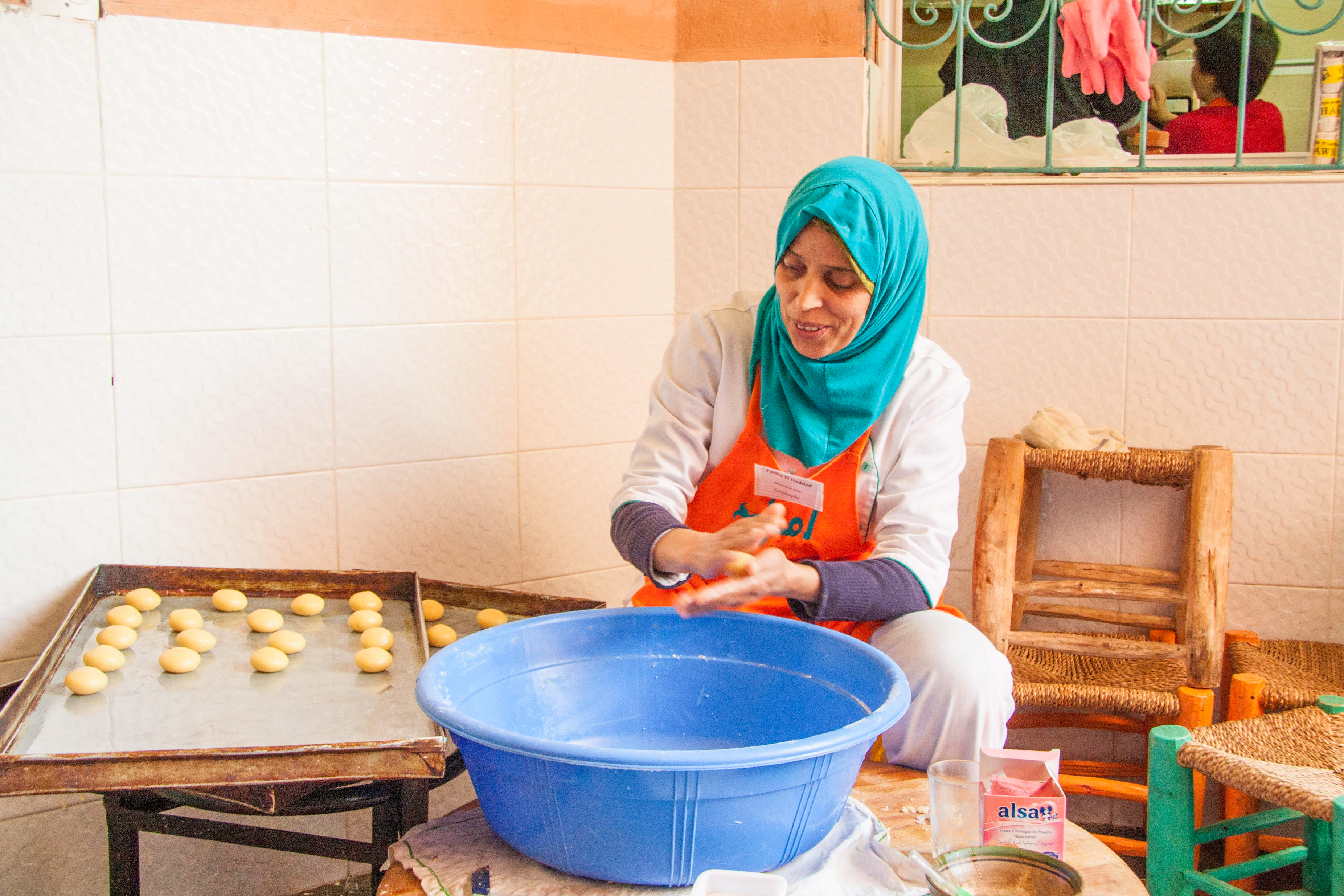
Een van de cursisten aan het werk